# Vīrarājendrapet
Vīrarājendrapet är en ort i Indien.   Den ligger i distriktet Kodagu och delstaten Karnataka, i den södra delen av landet, 1 800 km söder om huvudstaden New Delhi. Vīrarājendrapet ligger 899 meter över havet och antalet invånare är 15 976.
Terrängen runt Vīrarājendrapet är platt norrut, men söderut är den kuperad. Terrängen runt Vīrarājendrapet sluttar söderut. Runt Vīrarājendrapet är det ganska tätbefolkat, med 144 invånare per kvadratkilometer. Vīrarājendrapet är det största samhället i trakten. Omgivningarna runt Vīrarājendrapet är en mosaik av jordbruksmark och naturlig växtlighet.